# 希爾 (新罕布什爾州)
希爾（英語：Hill）是一個位於美國新罕布什爾州梅里馬克縣的鎮。

## 人口
根據2020年美國人口普查的數據，希爾的面積為69.23平方千米，當中陸地面積為68.77平方千米，而水域面積為0.46平方千米。當地共有人口1017人，而人口密度為每平方千米15人。